# الکساندر یکم اسکاتلند
الکساندر یکم اسکاتلند (انگلیسی: Alexander I of Scotland; حدود ۱۰۷۸ – ۲۳ آوریل ۱۱۲۴ (سن ۴۵ سالگی)) پادشاه پادشاهی اسکاتلند بود که بعد از مرگش به الکساندر خشمگین (The Fierce) معروف شد. از از ۱۱۰۷ تا مرگش در ۱۱۲۴ پادشاه اسکاتلند بود. او پنجمین پسر مالکوم سوم اسکاتلند و برادر کوچکتر و وارث مقدر ادگار اسکاتلند بود و پس از مرگ او به حکومت رسید.